# Patrick Eris
 (décembre 2022).
Œuvres principales
- Blade, Voyageur de l'Infini

Patrick Eris, de son vrai nom Thomas Bauduret, né le 22 octobre 1963 à Paris, est traducteur de profession (Stuart M. Kaminsky, Jack Higgins, Joolz Denby Graham Joyce, John Steakley, Clive Barker, Francis Paul Wilson, John Jakes, Graham Masterton, Linda Barnes, Garfield Reeves-Stevens (en), Robert Rankin (en)…). Il est le traducteur de la série Bobby Pendragon de D. J. MacHale ou encore des vingt tomes de la saga Les Apprentis Jedi de Dave Wolverton et Jude Watson, après avoir traduit les épisodes II et III de Star Wars. Plus récemment, il est le traducteur des sagas à succès de John Gwynne.

## Carrière
En 2007 il propose en France et traduit Stone Baby de son amie Joolz Denby et devient coéditeur aux Éditions Malpertuis. Il est entre autres l'auteur du roman Fils de la Haine (éd. Rivière Blanche, 2005), un thriller cyberpunk futuriste.
Depuis mai 2013, il fait partie du groupe The Deep Ones, un collectif de musiciens et d'auteurs de l'imaginaire proposant des lectures de textes en live avec accompagnement musical. Auteurs-lecteurs lors du concert donné le 15 décembre 2013 au Dernier bar avant la fin du monde : Sire Cedric, Nathalie Dau, Mélanie Fazi, Ophélie Bruneau, Patrick Eris, Lionel Davoust, Ghislain Morel. Musiciens : Ophélie Bruneau (chant, flûtes irlandaises), Nathalie Dau (chant, percussions), Shan Millan (harpe), Ghislain Morel (percussions), Christophe Thill (sitar, lap-steel, viole de gambe).

## Œuvre

### Romans
- Born killer, Sipe/Seno, Les Quatre Dimensions no 5, 1996
- Une balle dans l'esthète, Éditions Baleine, coll. « Le Poulpe », 1997
- Rush, Nestiveqnen , 1997
- La Première Mort, Atout Éditions, 2003
- L'Autobus de minuit, Naturellement, 2001, réédition Éditions Malpertuis en 2009 (nommé au prix Masterton section romans)
- Fils de la haine, Rivière Blanche, nommé au Lion Noir Festival Neuilly Plaisance 2005
- Blade, Voyageur de l'Infini, Vauvenargues de 2005 à 2011 partiellement en collaboration avec Nemo Sandman
- Ceux qui grattent la terre Riez, 2016 (Réédition Séma éditions, 2021)
- Les Arbres, en hiver, Wartberg, 2016 (Prix de l'amicale de la presse jurassienne)
- Quelques grammes de brutes dans un monde de finesse, Séma éditions, 2019
- Les Ombres de l'averse (en collaboration avec Frédéric Livyns), Le Héron d'Argent, 2023
- Dans la nuit du monde, Afitt éditions, 2024

### Recueil de nouvelles
- Histoires vraies sur les rails, Papillon Rouge éditeur, 2012
- Docteur Jeep, Rivière Blanche, 2011 (nommé au prix Masterson section nouvelles)
- Le Seigneur des mouches, Rivière Blanche, 2020

#### Sous le nom de Samuel Dharma
Romans parus chez Fleuve Noir dans la collection espionnage.
- Mickey meurtre, Fleuve Noir, coll. "espionnage", 1986.

- Traquenard pour un poète, Fleuve Noir, coll. "espionnage", 1987.

Romans de science-fiction parus chez Fleuve noir dans la collection « Anticipation ».
- Traqueur, Fleuve noir, coll. « Anticipation » no 1602, 1988
- Nécromancies, Fleuve noir, coll. « Anticipation » no 1637, 1988
- Le Chemin d'ombres, Fleuve noir, coll. « Anticipation » no 1666, 1989
- Comme une odeur de tombeau, Fleuve noir, coll. « Anticipation » no 1773, 1990

### Nouvelles
- Isolation dans Étoiles Vives (Éd. du Bélial/Orion, Anthologies Étoiles Vives no 5, 1998)
- L'Architecte dans Jour de l'an 1000, Nestiveqnen, Horizons Fantasy, 1999)
- Zombies De Tous Pays… dans Lueurs Mortes, (Revue Ténèbres no 8, 1999)
- Papy express, dans Accidents de parcours, (Éd. La Bartavelle Noire 2000)
- Albatros dans Douces ou cruelles ?, (Fleuve noir, Les Terreurs, 2001)
- La promesse rompue dans Eros Millénium, (J'ai lu, Millénaires no 6062, 2001)
- Lemmings dans Pouvoirs Critiques, (Nestiveqnen, Horizons Futurs no 8, 2002)
- Le Casse du siècle, dans la revue Hauteurs no 9 (2002)
- Nuit noire dans Noires Sœurs, (Éd. l'Œil Du Sphinx, 2002)
- Le Cirque des épées (avec Nemo Sandman) dans Elric et la Porte des Mondes, (Fleuve noir, Rendez-vous ailleurs no 37, 2006)
- L'Homme des tavernes, (dans Meurtres sur un plateau, Éd. l'écailler du Sud 2006)
- Moins Que Rien, dans la revue Elegy 2007
- Histoire du parfumeur Halai et du sultan Jadar (2007), dans Parfums Mortels, (coll. Brouillards, Éditions Malpertuis 2007)
- Les Enfants miracles, dans (Pro)créations (coll. Imaginaires, Éd. Glyphe 2007)
- Anima Mundi, avec Nemo Sandman dans Fauves et Métamorphoses (coll. Pueblos, Éd. CDS 2010)
- L'Employé du mois, in Black Mamba 18, 2010
- Metal, avec Nemo Sandman dans Tarot (Éd. Voy'El 2011)
- Nouvelle Science, avec Nemo Sandman dans Éternelle Jeunesse (Reflets d'Ailleurs, Asgard Éditions 2011)
- Vol plané, nouvelle numérique, Ska Éditeurs, 2015
- Quelques gramme de chair, dans Légendes abyssales, Éditions Mythologica, 2016, (3e prix au concours du Salon fantastique 2016)
- Des insultes, des coups, dans Freak Show (Éd. Armada, 2020)
- Les Entrailles de la Terre, dans 500, (éditions Ska, 2020)
- Déserteur, dans La guerre dans tous ses états (éditions Ska, 2022)
- W., dans "Les trésors de l'angoisse tome 2 (Éd. Rivière Blanche, 2024)